# Ростовцева, Вера Николаевна
Вера Николаевна Ростовцева (в замужестве Воскресенская, 1873—1966) — медсестра, участница обороны Порт-Артура, полный кавалер Георгиевских крестов.
В Н. Ростовцева была главным прототипом Вари в романе А. Н. Степанова «Порт-Артур».

## Биография
Родилась в 1873 году в дворянской семье кавалерийского офицера Николая Яковлевича Ростовцева и его жены Натальи Николаевны (в их родовом имении в Липовке, рядом с родовым имением Столыпиных), где росло шестеро детей. Лето Вера проводила в имении отца, заезжала к Столыпиным, где не раз встречалась с Петром Аркадьевичем.
Окончила Дворянский институт в Петербурге, затем — в Саратовской Общине Красного Креста — курсы медицинских сестер. В 1904 году пришла на приём к губернатору Столыпину с прошением убыть на театр военных действий в качестве медицинской сестры. В те времена в России так было положено, чтобы дворяне шли на войну с разрешения губернатора. Пётр Аркадьевич Столыпин не отказал своей соседке, и Вера Николаевна в числе многих саратовцев прибыла в Порт-Артур до начала его блокады. В Приморье она вышла замуж, но очень скоро осталась одна.
Среди прибывших на театр русско-японской войны был и хирург Сергей Романович Миротворцев — будущий академик, заведующий кафедрой Саратовского медицинского института, с которым Вера Ростовцева лечила раненых и ассистировала в качестве операционной сестры. В Саратов она вернулась полным кавалером солдатских Георгиевских крестов (полным бантом четырёх крестов) — ими медицинских сестёр награждали за вынос раненых с поля боя, при работе на передовых позициях непосредственно под обстрелом, при получении собственных ранений. Будучи в Порт-Артуре, сфотографировалась в полевой форме медицинской сестры.
Вера Николаевна всю оставшуюся жизнь проработала медсестрой в рентгеновском кабинете Саратовского противотуберкулёзного диспансера и умерла бездетной в 1966 году. Её Георгиевские кресты были сданы в местный краеведческий музей.